# Simon Colosimo
Simon Colosimo (Melbourne, 8 gennaio 1979) è un ex calciatore australiano, di ruolo centrocampista.

## Carriera
Colosimo iniziò la sua carriera in squadre australiane minori per poi catapultarsi dopo pochi anni nel calcio professionistico della A-League.
Fece la sua prima presenza nella Nazionale australiana nel 1999 contro le Isole Figi.
Partecipò, poi, ai Giochi olimpici 2000 con l'Australia, per poi giocare nella Coppa delle nazioni oceaniane 2000, dove venne visionato da osservatori del Manchester City che portarono il giocatore nella loro rosa.
Terminata l'esperienza inglese, Colosimo si trasferì in Belgio, precisamente nell'Antwerp, dove non giocò alcuna partita causa infortunio. Dopo questa breve esperienza tornò in Australia, ingaggiato prima dal Perth Glory e successivamente dal Parramatta Power.
Nel 2004 giocò in Malaysia, nel Pahang FA, dove contribuì alla conquista del titolo. Rientrato in Australia nel 2005, si accasò nuovamente al Perth Glory dove rimase fino al 2008, con una parentesi di quattro mesi nel 2007 in prestito ai turchi del Sivasspor. Dopo aver giocato nel Sydney FC nel 2010 è passato al Melbourne Heart con cui ha militato per tre stagioni.

## Statistiche

### Cronologia presenze e reti in nazionale
| Cronologia completa delle presenze e delle reti in nazionale ― Australia | Cronologia completa delle presenze e delle reti in nazionale ― Australia | Cronologia completa delle presenze e delle reti in nazionale ― Australia | Cronologia completa delle presenze e delle reti in nazionale ― Australia | Cronologia completa delle presenze e delle reti in nazionale ― Australia | Cronologia completa delle presenze e delle reti in nazionale ― Australia | Cronologia completa delle presenze e delle reti in nazionale ― Australia | Cronologia completa delle presenze e delle reti in nazionale ― Australia |
| Data                                                                     | Città                                                                    | In casa                                                                  | Risultato                                                                | Ospiti                                                                   | Competizione                                                             | Reti                                                                     | Note                                                                     |
| ------------------------------------------------------------------------ | ------------------------------------------------------------------------ | ------------------------------------------------------------------------ | ------------------------------------------------------------------------ | ------------------------------------------------------------------------ | ------------------------------------------------------------------------ | ------------------------------------------------------------------------ | ------------------------------------------------------------------------ |
| 25-9-1998                                                                | Brisbane                                                                 | Australia                                                                | 3 – 1                                                                    | Figi                                                                     | Coppa d'Oceania 1998 - 1º turno                                          | -                                                                        |                                                                          |
| 28-9-1998                                                                | Brisbane                                                                 | Australia                                                                | 16 – 0                                                                   | Isole Cook                                                               | Coppa d'Oceania 1998 - 1º turno                                          | -                                                                        |                                                                          |
| 14-10-1998                                                               | Brisbane                                                                 | Australia                                                                | 0 – 1                                                                    | Nuova Zelanda                                                            | Coppa d'Oceania 1998 - 1º turno                                          | -                                                                        |                                                                          |
| 5-11-1998                                                                | San Jose                                                                 | Stati Uniti                                                              | 0 – 0                                                                    | Australia                                                                | Amichevole                                                               | -                                                                        | 90+1’                                                                    |
| 9-6-2000                                                                 | Sydney                                                                   | Australia                                                                | 0 – 0                                                                    | Paraguay                                                                 | Amichevole                                                               | -                                                                        | 74’                                                                      |
| 12-6-2000                                                                | Brisbane                                                                 | Australia                                                                | 0 – 0                                                                    | Paraguay                                                                 | Amichevole                                                               | -                                                                        | 83’                                                                      |
| 23-6-2000                                                                | Papeete                                                                  | Australia                                                                | 6 – 0                                                                    | Isole Salomone                                                           | Coppa d'Oceania 2000 - 1º turno                                          | -                                                                        | 46’                                                                      |
| 4-10-2000                                                                | Dubai                                                                    | Australia                                                                | 1 – 0                                                                    | Kuwait                                                                   | Amichevole                                                               | -                                                                        |                                                                          |
| 7-10-2000                                                                | Dubai                                                                    | Corea del Sud                                                            | 4 – 2                                                                    | Australia                                                                | Amichevole                                                               | -                                                                        |                                                                          |
| 28-2-2001                                                                | Bogotà                                                                   | Colombia                                                                 | 3 – 2                                                                    | Australia                                                                | Amichevole                                                               | -                                                                        | 46’                                                                      |
| 11-4-2001                                                                | Coffs Harbour                                                            | Australia                                                                | 31 – 0                                                                   | Samoa Americane                                                          | Qual. Mondiali 2002                                                      | 2                                                                        |                                                                          |
| 14-4-2001                                                                | Coffs Harbour                                                            | Australia                                                                | 2 – 0                                                                    | Figi                                                                     | Qual. Mondiali 2002                                                      | -                                                                        | 53’                                                                      |
| 16-4-2001                                                                | Coffs Harbour                                                            | Australia                                                                | 11 – 0                                                                   | Samoa                                                                    | Qual. Mondiali 2002                                                      | -                                                                        |                                                                          |
| 18-2-2004                                                                | Caracas                                                                  | Venezuela                                                                | 1 – 1                                                                    | Australia                                                                | Amichevole                                                               | -                                                                        |                                                                          |
| 21-5-2004                                                                | Sydney                                                                   | Australia                                                                | 1 – 3                                                                    | Turchia                                                                  | Amichevole                                                               | -                                                                        |                                                                          |
| 24-5-2004                                                                | Melbourne                                                                | Australia                                                                | 0 – 1                                                                    | Turchia                                                                  | Amichevole                                                               | -                                                                        | 43’ 77’                                                                  |
| 29-5-2004                                                                | Adelaide                                                                 | Australia                                                                | 1 – 0                                                                    | Nuova Zelanda                                                            | Qual. Mondiali 2006                                                      | -                                                                        | 53’                                                                      |
| 6-6-2004                                                                 | Adelaide                                                                 | Australia                                                                | 2 – 2                                                                    | Isole Salomone                                                           | Coppa d'Oceania 2004 - 2º turno                                          | -                                                                        | 35’                                                                      |
| 9-10-2004                                                                | Honiara                                                                  | Isole Salomone                                                           | 1 – 5                                                                    | Australia                                                                | Coppa d'Oceania 2004 - Finale                                            | -                                                                        |                                                                          |
| 12-10-2004                                                               | Sydney                                                                   | Australia                                                                | 6 – 0                                                                    | Isole Salomone                                                           | Coppa d'Oceania 2004 - Finale                                            | -                                                                        |                                                                          |
| 29-3-2005                                                                | Perth                                                                    | Australia                                                                | 3 – 0                                                                    | Indonesia                                                                | Amichevole                                                               | -                                                                        | 60’ 72’                                                                  |
| 9-6-2005                                                                 | Londra                                                                   | Australia                                                                | 1 – 0                                                                    | Nuova Zelanda                                                            | Amichevole                                                               | 1                                                                        | 63’                                                                      |
| 21-6-2005                                                                | Lipsia                                                                   | Australia                                                                | 0 – 2                                                                    | Tunisia                                                                  | Conf. Cup 2005 - 1º turno                                                | -                                                                        | 39’                                                                      |
| 24-3-2007                                                                | Guangzhou                                                                | Cina                                                                     | 0 – 2                                                                    | Australia                                                                | Amichevole                                                               | -                                                                        | 85’                                                                      |
| 6-1-2010                                                                 | Al Kuwait                                                                | Kuwait                                                                   | 2 – 2                                                                    | Australia                                                                | Qual. Coppa d'Asia 2011                                                  | -                                                                        |                                                                          |
| 3-3-2010                                                                 | Brisbane                                                                 | Australia                                                                | 1 – 0                                                                    | Indonesia                                                                | Qual. Coppa d'Asia 2011                                                  | -                                                                        |                                                                          |
| Totale                                                                   |                                                                          | Presenze                                                                 | 26                                                                       |                                                                          | Reti                                                                     | 3                                                                        |                                                                          |

## Palmarès

### Club

#### Competizioni nazionali
- First Division: 1

Manchester City: 2001-2002
- Campionato australiano: 1

Sydney FC: 2009-2010